# Petre Constantin Buchwald
Petre Constantin Buchwald (n. 21 mai 1937, Cluj, România – d. 16 decembrie 2022, Cluj-Napoca, România) a fost un chimist, politician, senator român în legislatura 1992-1996 ales în județul Cluj pe listele partidului UDMR. În cadrul activității sale parlamentare, senatorul Petre Constantin Buchwald a inițiat o singură moțiune.

## Legături externe
- Petre Constantin Buchwald Arhivat în 22 august 2016, la Wayback Machine. la cdep.ro